# Vicia ohwiana
Vicia ohwiana är en ärtväxtart som beskrevs av Takahide Hosokawa. Vicia ohwiana ingår i släktet vickrar, och familjen ärtväxter. Inga underarter finns listade i Catalogue of Life.